# Laboratorium chipowe
Laboratorium chipowe, laboratorium na chipie, LOC (od ang. lab-on-a-chip) – miniaturowe urządzenie analityczne, zwykle płaskie, w rozmiarze od kilku milimetrów do kilku centymetrów kwadratowych.
Laboratorium czipowe łączy w jednym urządzeniu kilka funkcji laboratoryjnych. Posiada kanaliki przepływowe, do których wpuszcza się próbkę cieczy, często też mikroelementy elektromechaniczne pozwalające sterować przepływem lub odczytać wynik. Laboratoria czipowe radzą sobie z bardzo małymi próbkami, nawet mniejszymi niż pikolitr. Można ich używać do wykrywania obecności pasożytów we krwi, pewnych wirusów oraz do innych zastosowań analitycznych poza medycyną. Laboratoria takie mają potencjał, by zastąpić laboratoryjne kapilary (elektroforeza) i kolumny (chromatografia).
Większość laboratoriów czipowych powstaje w procesie fotolitografii.